# Aden Foyer
Jonas Engelschiøn Mjåset (sinh ngày 8 tháng 9 năm 1996), được biết đến nhiều hơn với cái tên Jonas Aden hay Aden Foyer, là một nhà sản xuất nhạc EDM, DJ, ca sĩ và nhạc sĩ người Na Uy.

## Sự nghiệp
Trong nửa cuối năm 2015, Jonas Aden đã phát hành các bản remix không chính thức của các bản hit như 'Lean On', 'Heads Will Roll' và 'Secrets'.
Vào cuối năm 2015, Jonas Aden hợp tác với Robby East, đã phát hành đĩa đơn chính thức đầu tiên 'Fall Under Skies' thông qua hãng thu âm Heldeep Records của Oliver Heldens. Bài hát này sau đó đã cán mốc một triệu lượt nghe trên SoundCloud trong vòng một vài tuần, đạt vị trí thứ 22 trên bảng xếp hạng Beatport House. Tiếp theo đó, "Temple" đã được phát hành trên hãng thu âm Hexagon của Don Diablo vào năm 2016, sau đó nó cũng lọt vào top 40 của bảng xếp hạng Beatport House. Ngoài sản nhạc ra, anh còn nổi tiếng với các video hướng dẫn sản xuất âm nhạc.
Ngày 25 tháng 2 năm 2021, Jonas Aden đăng 1 video lên Youtube dưới dạng note, cho biết hiện tại anh đang gặp các vấn đề tâm lý và phải tạm thời ngừng hoạt động âm nhạc. Trong video, anh cũng gửi lời cảm ơn tới những người hâm mộ đã ủng hộ anh, để anh có cơ hội gặp gỡ làm việc với những tên tuổi lớn như Alan Walker, Martin Garrix,...
Ngày 1 tháng 11 năm 2022, sau một khoảng thời gian trị liệu tâm lý, Jonas Aden đã chính thức trở lại với một nghệ danh mới là Aden Foyer với tư cách là một ca sĩ và nhạc sĩ. Anh cho biết anh muốn tiếp tục con đường âm nhạc của mình với một màu sắc mới là Pop/Ballad cùng với việc anh tự sáng tác và hát những bài hát mới của mình. Đĩa đơn đầu tay với nghệ danh mới của anh là "The Ballet Girl".
Ngày 1 tháng 3 năm 2023, anh chính thức trở thành nghệ sĩ trực thuộc của hãng thu âm Columbia Records, một hãng đĩa trực thuộc quản lý của Sony Music Entertainment. Ngày 14 tháng 3 cùng năm, anh cho ra mắt đĩa đơn thứ 2 của mình có tên là "Other Side of the Moon".

## Danh sách đĩa hát

### Đĩa đơn
| 13/6/2015                                                                               | What You Want                | Jonas Aden | —             | Future House Music                  |  |
| 23/11/2015                                                                              | Fall Under Skies             | Jonas Aden | Robby East    | Heldeep Records (Spinnin' Records)  |  |
| 11/1/2016                                                                               | Temple                       | Jonas Aden | —             | HEXAGON (Spinnin' Records)          |  |
| 23/3/2016                                                                               | Young God                    | Jonas Aden | —             | Future House Music                  |  |
| 16/6/2016                                                                               | Take Me Away                 | Jonas Aden | Brooks        | HEXAGON (Spinnin' Records)          |  |
| 7/9/2016                                                                                | Feel My Soul                 | Jonas Aden | —             | SPRS (Spinnin' Records)             |  |
| 5/11/2016                                                                               | Breathe                      | Jonas Aden | Kings         | Spinnin' Premium (Spinnin' Records) |  |
| 21/4/2017                                                                               | David & Goliath              | Jonas Aden | —             | Spinnin' CFM (Spinnin' Records)     |  |
| 26/10/2018                                                                              | I Dip You Dip                | Jonas Aden | —             | HEXAGON (Spinnin' Records)          |  |
| 11/12/2018                                                                              | Strangers Do                 | Jonas Aden | —             | AFTR:HRS (Spinnin' Records)         |  |
| 26/1/2019                                                                               | Meet You                     | Jonas Aden | —             | HEXAGON (Spinnin' Records)          |  |
| 1/2/2019                                                                                | Blackbird                    | Jonas Aden | ELS           | Future House Music                  |  |
| 19/4/2019                                                                               | I Don't Speak French (Adieu) | Jonas Aden | RebMoe        | Musical Freedom (Spinnin' Records)  |  |
| 17/8/2019                                                                               | Your Melody                  | Jonas Aden | Mesto         | Musical Freedom (Spinnin' Records)  |  |
| 30/8/2019                                                                               | Riot                         | Jonas Aden | Brooks        | STMPD RCRDS                         |  |
| 4/10/2019                                                                               | Tell Me A Lie                | Jonas Aden | —             | Musical Freedom (Spinnin' Records)  |  |
| 21/11/2019                                                                              | Library Thugs                | Jonas Aden | Conor Ross    | Musical Freedom (Spinnin' Records)  |  |
| 21/11/2019                                                                              | Library Thugs                | Jonas Aden | RebMoe        | Musical Freedom (Spinnin' Records)  |  |
| 22/7/2020                                                                               | My Love Is Gone              | Jonas Aden | —             | Spinnin' Records                    |  |
| 2/9/2020                                                                                | Late At Night                | Jonas Aden | —             | Spinnin' Records                    |  |
| 18/9/2020                                                                               | Community                    | Jonas Aden | Zave          | Musical Freedom (Spinnin' Records)  |  |
| 29/1/2021                                                                               | I Hope You Know              | Jonas Aden | Mike Williams | Future House Music                  |  |
| 21/10/2022                                                                              | The Ballet Girl              | Aden Foyer | —             | Columbia Records                    |  |
| 14/3/2023                                                                               | Other Side of the Moon       | Aden Foyer | —             | Columbia Records                    |  |
| 9/6/2023                                                                                | Sunshine Prescription        | Aden Foyer | —             | Columbia Records                    |  |
| "-" biểu thị bài nhạc do chính Jonas Aden sản xuất, không hợp tác với các nghệ sĩ khác. |                              |            |               |                                     |  |

### Các bản remix
| Thời gian  | Bài nhạc                                                    | Tác giả gốc       | Label                               |
| ---------- | ----------------------------------------------------------- | ----------------- | ----------------------------------- |
| 25/3/2015  | Lean On (Jonas Aden Remix)                                  | Major Lazer       | —                                   |
| 25/3/2015  | Lean On (Jonas Aden Remix)                                  | DJ Snake          | —                                   |
| 25/3/2015  | Lean On (Jonas Aden Remix)                                  | MØ                | —                                   |
| 6/4/2015   | Secrets (Jonas Aden Remix)                                  | Tiësto            | —                                   |
| 6/4/2015   | Secrets (Jonas Aden Remix)                                  | KSHMR             | —                                   |
| 6/4/2015   | Secrets (Jonas Aden Remix)                                  | Vassy             | —                                   |
| 27/4/2015  | Bitch Better Have My Money (Jonas Aden & DJ SUB ZERO Remix) | Rihanna           | —                                   |
| 25/5/2015  | Heads Will Roll (Jonas Aden Remix)                          | Yeah Yeah Yeah    | Future House Sound                  |
| 25/5/2015  | Heads Will Roll (Jonas Aden Remix)                          | A-Trak            | Future House Sound                  |
| 10/2/2016  | Chemicals (Jonas Aden Remix)                                | Tiësto            | Future House Music                  |
| 10/2/2016  | Chemicals (Jonas Aden Remix)                                | Don Diablo        | Future House Music                  |
| 20/4/2016  | I Took A Pill In Ibiza (Jonas Aden Remix)                   | Mike Posner       | Future House Music                  |
| 20/4/2016  | I Took A Pill In Ibiza (Jonas Aden Remix)                   | Seeb              | Future House Music                  |
| 27/5/2016  | Can't Stop The Feeling (Jonas Aden Remix)                   | Justin Timberlake | RCA (Sony Music)                    |
| 2/8/2016   | Beat Of My Drum (Jonas Aden Remix)                          | POWERS            | Future House Music                  |
| 8/11/2016  | Can't Fight It (Jonas Aden Remix)                           | Quintino          | Spinnin' Remixes (Spinnin' Records) |
| 8/11/2016  | Can't Fight It (Jonas Aden Remix)                           | Cheat Codes       | Spinnin' Remixes (Spinnin' Records) |
| 22/3/2019  | 365 (Jonas Aden Remix)                                      | Zedd              | UME (Universal Music Group)         |
| 22/3/2019  | 365 (Jonas Aden Remix)                                      | Katy Perry        | UME (Universal Music Group)         |
| 2/8/2019   | Ritual (Jonas Aden Remix)                                   | Tiësto            | Universal Music Group               |
| 2/8/2019   | Ritual (Jonas Aden Remix)                                   | Jonas Blue        | Universal Music Group               |
| 2/8/2019   | Ritual (Jonas Aden Remix)                                   | Rita Ora          | Universal Music Group               |
| 16/11/2019 | Tell Me A Lie (Castion x Danny Leax x Jonas Aden Remix)     | Jonas Aden        | Illumi Music                        |
| 24/9/2020  | Late At Night (Jonas Aden Remix)                            | Jonas Aden        | Spinnin' Records                    |
| 9/3/2021   | I Hope You Know (Chill Mix)                                 | Mike Williams     | Universal Music Group               |
| 9/3/2021   | I Hope You Know (Chill Mix)                                 | Jonas Aden        | Universal Music Group               |